# 佐脇良之
佐脇 良之（さわき よしゆき）は、戦国時代から安土桃山時代にかけての武将。前田利家の弟。織田信長の小姓衆。佐脇は佐分とも書く。

## 略歴
尾張国海東郡荒子の土豪・前田利春（利昌）の五男として誕生する。佐脇藤右衛門與世の養子となった。
永禄元年（1558年）の浮野の戦いに参加し、負傷しながらも強弓で知られた敵将の林弥七郎を討ち取る。
永禄3年（1560年）5月の桶狭間の戦いでは、急遽出陣した信長に岩室重休・長谷川橋介・山口飛騨守・加藤弥三郎と共に真っ先に従った。永禄年間の初めに兄・利家と共に赤母衣衆となったとされているが、『信長公記』では桶狭間の頃も御小姓衆に列せられているので、その少し後か。
清洲城の城代の1人となる。
永禄12年（1569年）の大河内城の戦いでは、尺限廻番（さくきわまわりばん）衆を務めた。その後、長谷川・山口・加藤と共に信長の勘気を被ったため勘当され、共に遠江国の徳川家康の許に身を寄せた。
元亀3年（1572年）12月の三方ヶ原の戦いに参戦し、長谷川ら3人と共に討死した。

### 妻子
亡くなったときにすでに二女あり、妻は妊娠していたが、生まれた男子が作右衛門で、長じて久好を名乗った。妻は寡婦になった後、浅井長政の娘である淀殿の乳母の一人になり、「大局」となった。大局は豊臣家滅亡後、金沢に至り、2代加賀藩主前田利常より200石を付与された。そして後に初代富山藩主となる利次（元和3年生まれ）の乳母となり、今度は「表局」を称して、（前田家の）江戸邸で亡くなった。長女は京極家家臣の堀江九左衛門に嫁いだ。
次女は前田利家・まつ夫妻に養育され、長じて前田家臣の篠原一孝の正室となり、戦国女性の代表的な肖像画を妙法寺（金沢市）に残した。
久好は利次に仕えて富山藩士となり、最初150石で、次いで600石、さらに加増され800石の扶持を受けた。

## 登場作品
- 『利家とまつ〜加賀百万石物語〜』（2002年NHK大河ドラマ 演：竹野内豊）

小説
- 楠乃小玉『織田信長と岩室長門守』（2016年刊、青心社）